# Кольонія-Лазиська
Кольонія-Лазиська (пол. Kolonia Łaziska) — село в Польщі, у гміні Лазіська Опольського повіту Люблінського воєводства.
Населення — 180 осіб (2011).
У 1975-1998 роках село належало до Люблінського воєводства.

## Демографія
Демографічна структура станом на 31 березня 2011 року:
|          | Загалом | Допрацездатний вік | Працездатний вік | Постпрацездатний вік |
| -------- | ------- | ------------------ | ---------------- | -------------------- |
| Чоловіки | 93      | 16                 | 66               | 11                   |
| Жінки    | 87      | 19                 | 47               | 21                   |
| Разом    | 180     | 35                 | 113              | 32                   |